# 24K
24K là một rapper người Thụy Điển đến từ Västerort, Stockholm.
24K đã từng chỉ trích rapper Haval vì "sao chép phong cách và âm nhạc của mình".
Năm 2019, 24K phát hành album Före min tid, đạt vị trí thứ 6 trên bảng xếp hạng Sverigetopplistan.

## Danh sách album
- 2015 - Livsstil
- 2019 - Före min tid
- 2020 - FÖRE MIN TID 2